# 9954 Brachiosaurus

9954 Brachiosaurus

9954 Brachiosaurus eller 1991 GX7 är en asteroid i huvudbältet som upptäcktes den 8 april 1991 av den belgiske astronomen Eric W. Elst vid La Silla-observatoriet. Den är uppkallad efter dinosaurien Brachiosaurus.